# Trojúhelníková nerovnost
Trojúhelníková nerovnost je matematická věta: V každém trojúhelníku platí, že součet délek kterýchkoliv dvou stran je vždy větší než délka strany třetí. Obecněji to znamená, že cesta z A do B a pak do C není kratší než cesta z A přímo do C. Tato nerovnost je používána v mnoha oblastech matematiky, např. reálných číslech, Euklidovském prostoru, Lp prostorech. Slouží jako axiom pro zavedení pojmu normovaný vektorový prostor a metrický prostor.

## Reálná a komplexní čísla
V tělese reálných a komplexních čísel platí trojúhelníková nerovnost pro absolutní hodnoty libovolných čísel {\displaystyle x} a {\displaystyle y} ve tvaru
{\displaystyle |x+y|\leq |x|+|y|}

### Odvození trojúhelníkové nerovnosti v reálných číslech
Pro absolutní hodnotu reálného čísla vždy platí
{\displaystyle x\leq |x|} a zároveň
{\displaystyle -x\leq |x|}.
Použijeme-li obě tyto nerovnosti současně pro dvě čísla {\displaystyle x} a {\displaystyle y} a sečteme-li je, dostáváme
{\displaystyle x+y\leq |x|+|y|} a
{\displaystyle -x-y\leq |x|+|y|}.
Z definice absolutní hodnoty {\displaystyle |x+y|} víme, že může nabývat jen hodnot {\displaystyle x+y} nebo {\displaystyle -x-y}. Tedy kombinací posledních dvou nerovností dostáváme trojúhelníkovou nerovnost.

## Normovaný vektorový prostor
V normovaném vektorovém prostoru {\displaystyle V} s normou {\displaystyle \|\cdot \|} má trojúhelníková nerovnost tvar
{\displaystyle \|x+y\|\leq \|x\|+\|y\|}
pro každé dva vektory {\displaystyle x} a {\displaystyle y} z {\displaystyle V}.

### Lpprostory
V Lp prostorech se trojúhelníkové nerovnosti říká Minkowského nerovnost. Díky ní se ukazuje, že Lp prostory jsou normované vektorové prostory.

## Metrický prostor
V metrickém prostoru {\displaystyle M} s metrikou {\displaystyle d} má trojúhelníková nerovnost tvar:
{\displaystyle d(x,z)\leq d(x,y)+d(y,z)}
to jest, že vzdálenost {\displaystyle x} a {\displaystyle z} není větší než součet vzdálenosti z {\displaystyle x} do {\displaystyle y} a vzdálenosti z {\displaystyle y} do {\displaystyle z}.

## Důsledky
Úpravou trojúhelníkové nerovnosti dostáváme jiný vhodný tvar
{\displaystyle \left||x|-|y|\right|\leq |x-y|} pro absolutní hodnoty v reálných a komplexních číslech,
{\displaystyle \left|\|x\|-\|y\|\right|\leq \|x-y\|} pro normované vektorové prostory a
{\displaystyle \left|d(x,y)-d(x,z)\right|\leq d(y,z)} pro metrické prostory.
Z těchto tvarů už plyne, že absolutní hodnota, norma i funkce {\displaystyle d(x,\cdot )} jsou Lipschitzovské, tedy i spojité funkce.